# Анна Марія Франциска Саксен-Лауенбурзька
Анна Марія Франциска Саксен-Лауенбурзька (нім. Anna Maria Franziska von Sachsen-Lauenburg; нар. 13 червня 1672 — пом. 15 жовтня 1741) — законна герцогиня Саксен-Лауенбургу у 1689—1728 роках, під час окупації герцогства військами свого далекого родича Георга Вільгельма Брауншвейґ-Люнебурзького, а згодом — його небожа, Георга Людовіка, до узаконення імператором Карлом VI Габсбургом Георга II Августа правителем у володіннях, що захопив його дід. Донька герцога Саксен-Лауенбурзького Юліуса Франца та Ядвіги Зульцбаської. Була одружена із герцогом Нойбурзьким Філіпом Вільгельмом, а згодом — з великим герцогом Тосканським Жаном Гастоном де Медичі.

## Біографія
Анна Марія Франциска народилась 13 червня 1672 року другою донькою в родині герцога Заксен-Лауенбурзького Юліуса Франца та його дружини Ядвіги Зульцбаської. Згодом у неї народилася молодша сестра Сибіла. Мати померла, коли Анні виповнилося дев'ять. Батько вдруге не одружувався. Із його смертю 30 вересня 1689 року у Саксен-Лауенбурзі обірвалася чоловіча лінія роду Асканіїв. Та за місцевими законами трон могла успадкувати і жінка. Тож між сестрами Анною Марією та Сибілою почалася боротьба за владу. В цей час у межі герцогства вторглося військо їхнього далекого родича Георга Вільгельма Брауншвейґ-Люнебурзького. Свої права на Саксен-Лауенбург висунули і інші країни. Сестри також не відмовлялися від претензій на управління батьківськими володіннями.

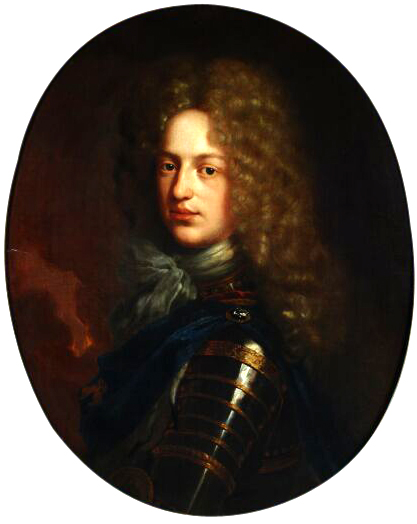
Філіп Вільгельм

У розпал цих подій, 29 жовтня 1690, Анна Марія Франциска повінчалася у Роудніце-над-Лабою із пфальцграфом Нойбурзьким Філіпом Вільгельмом. Нареченій було 18 років, нареченому невдовзі виповнювалося 20. За рік, у Нойбурзі, народила першу доньку, яку нарекли Леопольдіна Елеонора Елізабет Августа. Всього у шлюбі народила двох дітей.
Філіп Вільгельм був дійсним військовиком. У віці 24 років він помер після тижневої «злоякісної гарячки» у квітні 1693. Його тіло поховали у парафіяльній церкві Рейхштадту. Серце ж було перенесено до кірхи у Нойбурзі на Дунаї.
Сім років потому відбулося друге весілля Анни Марії Франциски. У Дюссельдорфі вона взяла шлюб із Жаном Гастоном де Медичі, що походив з правлячого дому Тоскани. Його батько, Козімо III де Медичі, умовив сина одружитися із династичних намірів. По-перше, Анна Марія Франциска мала великі статки, а по-друге, це дало б її чоловіку змогу претендувати на герцогство Саксен-Лауенбурзьке. До того ж Тоскані був потрібен спадкоємець, а шлюб старшого брата Жана Гастона залишався бездітним. Для здійснення цього союзу докладала зусиль також сестра нареченого Анна Марія Луїза.

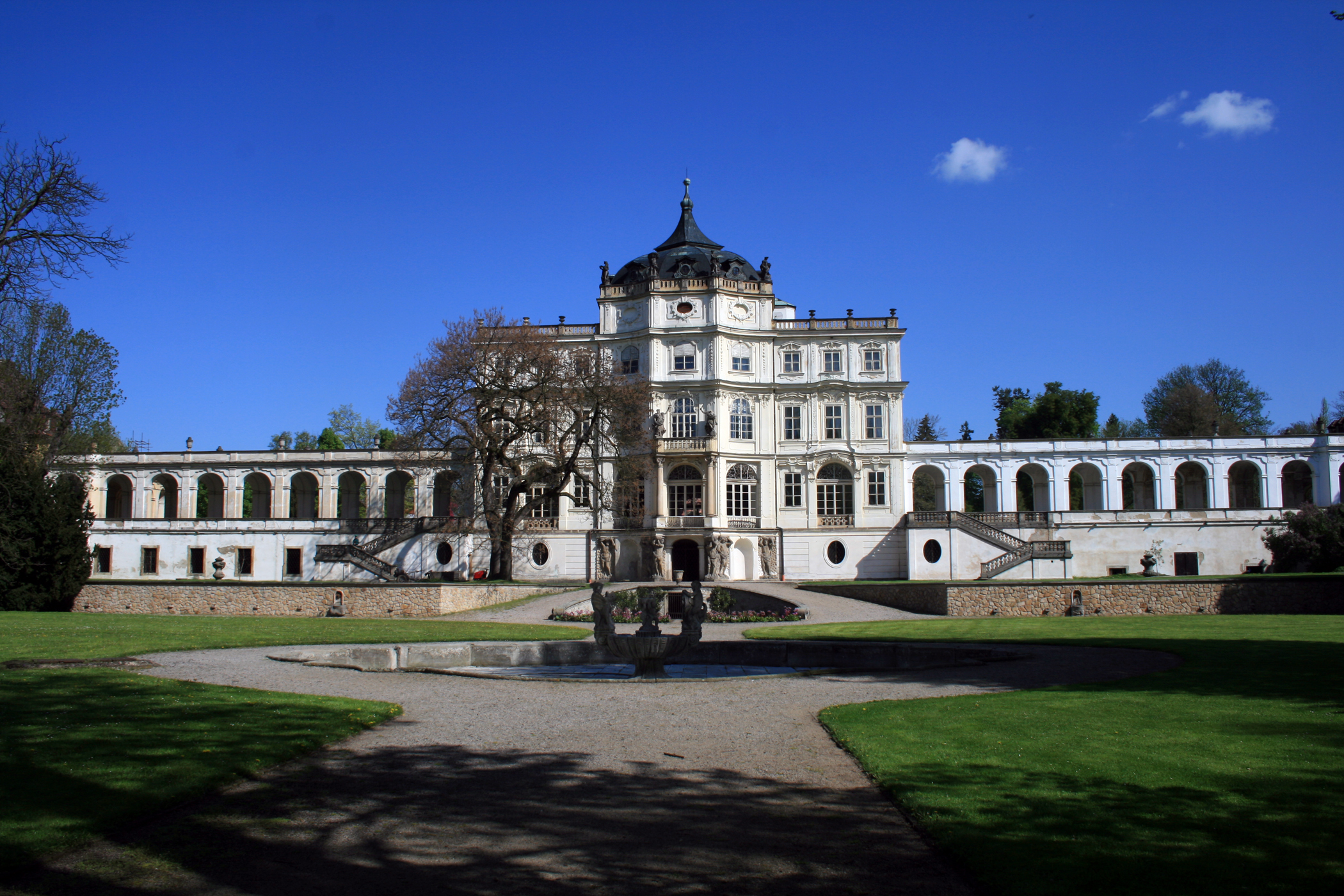
Замок Плосковіц

Церемонія вінчання 2 липня 1697 року провів єпископ Оснабрюцький. Подружжя оселилося в замку Плосковіц у Богемії. Сучасник того періоду описав нову принцесу Тосканську як «занадто товсту жінку». Анна Марія Франциска домінувала у стосунках, керуючи своїм слабким чоловіком. Той все частіше прикладався до пляшки. Він висловлював жаль з приводу її «примхливості, дратівливості та лайливих слів». Жан Гастон витримав лише 10 місяців подружнього життя і втік до Праги. Принцеса залишити Рейхштадт відмовилася, вважаючи, що у чоловіків з роду Медичі є звичка вбивати своїх консорток.
Великий князь Тосканський спробував умовити невістку повернутися до Тоскани разом із Жаном Гастоном. Для цього він відрядив до неї празького архієпископа за дорученням папи Климента XI переконати виконувати подружні обов'язки. Анна Марія Франциска відповіла, що в цьому абсолютно немає сенсу, назвавши Жана Гастона «цілковитим імпотентом». Він залишив дружину у 1708 році. За п'ять років Жан Гастон став прямим спадкоємцем Тосканського престолу після смерті брата Фернандо. Анна Марія Франциска, відповідно, стала спадкоємною принцесою Тоскани.
1719-го у Рейхштадті відбулося весілля доньки Анни Марії Франциски, Марії Анни Кароліни, та баварського принца Фердінанда Баварського, сина курфюрста Баварії Максиміліана II. За рік у принцеси Тосканської з'явився перший онук.
1723 року помер Козімо III де Медичі. Жан Гастон став великим герцогом Тосканським. Анна Марія Франциска стала великою герцогинею. Жан Гастон продовжував жити у Флоренції і більше ніколи не бачив своєї дружини. Як велика герцогиня Анна Марія Франциска жила на самоті у своєму замку, розмовляючи із конями в стайні.
У 1728 році імператор Священної Римської імперії Карл VI Габсбург офіційно затвердив Георга II Августа, онука Георга Вільгельма Брауншвейг-Люнебурзького, у правах герцога Саксен-Лауенбурзького, таким чином узаконивши захоплення земель, що офіційно належали Анні Марії.
1737 року Жан Гастон, не маючи нащадків, помер. На Тосканський престол зійшов герцог Лотаринзький Франц I Стефан.
Анна Марія Франциска померла 15 жовтня 1741 у віці 69 років. Похована у парафіяльній церкві Рейхштадту поруч із першим чоловіком.

## Родина
Чоловік — герцогом Нойбурзьким Філіпом Вільгельмом,
Діти:
- Леопольдіна Елеонора (1691—1693) — умерла у ранньому віці.
- Марія Анна Кароліна (1693—1751) — одружена із герцогом Фердінандом Баварським, мала трьох дітей.

Чоловік — Жан Гастон де Медичі, великий герцог Тосканський
Діти: не було